# Dobrunjščica
Dobrunjščica je potok, ki teče skozi naselje Sostro pri Ljubljani in se izliva v Ljubljanico. Svoje vode pa nabira iz območja med hriboma Cirje in Dobrunjski hrib vzhodno od ljubljanske vzpetine Golovec. Vodotok dobi ime Dobrunjščica šele v bližini Sostrega, sicer pa njegov glavni tok pogosto spreminja ime glede na območje naselja, v katerem teče. Tako nekateri njegovi pritoki v okviru kartografije predstavljajo osrednji vodotok (Javorska reka, Panška reka, Rekarjeva (Rekarska) reka)